# Spirozonidae
Famille
Les Spirozonidae sont une famille de Ciliés de la classe des Kinetofragminophora et de l’ordre des Trichostomatida.

## Étymologie
Le nom de la famille vient du genre type Spirozona, dérivé du grec σπιρο / spiro, « spire », et ζονα / zona, « ceinture », en référence au rangées de cils somatiques qui sont disposées selon des « spirales parallèles ».

## Description
Spirozona mesure 80 μm (peut-être jusqu'à 100 μm). Il est de forme cylindrique-fusiforme. L’extrémité antérieure est comprimée dorso-ventralement ; l’extrémité postérieure est effilée en queue avec une touffe de soies fortes et étalées (10 μm). La fosse gastrique est en forme d'entonnoir, se terminant sur le premier quart de la face ventrale quelque peu aplatie. Une spirale de cils remarquablement dense part de la droite autour du bord avant, commençant à l'extrémité de la queue à gauche et s'étendant en diagonale à travers le dos vers la droite et d'ici jusqu'au « museau ». Les autres cils sont denses, de longueur moyenne, doux et se déplacent en vagues distinctes vers l'avant. Les rangées de cils sont des spirales parallèles. La couleur est jaunâtre. Une vacuole contractile subterminale, ventrale. Le macronoyau est court, ellipsoïde, central.

## Habitat
Kahl n'a trouvé que dix exemplaires de cet organisme, dans un fossé d'eau croupissante (sapropèle). 

## Liste des genres
Selon GBIF (18 juin 2023) :
- Spirozona Kahl, 1926
- Stegochilum Schewiakoff, 1893

## Systématique
Le nom valide de ce taxon est Spirozonidae Kahl, 1926.